# Publius Plotius Romanus
Publius Plotius Romanus war ein im 2. Jahrhundert n. Chr. lebender römischer Politiker. Durch eine Inschrift, die in Rom gefunden wurde, ist seine Laufbahn bekannt, die in der Inschrift als cursus inversus, d. h. in absteigender Reihenfolge wiedergegeben ist.
Romanus übte zunächst im Rahmen des Vigintivirats das Amt eines IIIIvir viarum curandarum aus. Im Anschluss leistete er seinen Militärdienst als Tribunus militum in zwei Legionen: zunächst in der Legio II Adiutrix, die ihr Hauptlager in Aquincum in der Provinz Pannonia inferior hatte und danach in der Legio I Minervia, die ihr Hauptlager in Bonna in Germania inferior hatte.
Nach Rom zurückgekehrt, wurde ihm die Ehre zuteil, als VIvir equitum Romanorum eine Reitereinheit (Turma) während der Transvectio equitum anzuführen. Die nächsten Positionen seiner Laufbahn waren (in dieser Reihenfolge): Quaestor (als Kandidat des Kaisers), Tribunus plebis und Praetor urbanus in Rom. Danach wurde er in Italien curator von Vercellae, curator der Via Labicana und iuridicus per Aemiliam Liguriam. Im Anschluss nahm er als Legatus Augusti an der Durchführung eines Zensus in der Provinz Hispania citerior teil. Nach Rom zurückgekehrt, war er für drei Jahre als Praefectus für die Verwaltung des Aerarium Saturni zuständig.
In der Folge wurde Romanus Statthalter (Legatus Augusti pro praetore) in zwei Provinzen: zunächst in Galatia, wo er durch eine weitere Inschrift in griechischer Sprache belegt ist, die in Vasada gefunden wurde und danach in Arabia. Zuletzt erreichte er noch einen Suffektkonsulat. Im Laufe seiner Karriere wurde er darüber hinaus in das Priesterkollegium der Sodales Augustales Claudiales aufgenommen.
Romanus war wahrscheinlich ein Nachfahre von Quintus Plotius Romanus, einem Angehörigen des römischen Ritterstandes (Eques), der in der Tribus Quirina eingeschrieben war. Quintus Plotius Romanus ist durch zwei Inschriften belegt, die in Ostia Antica gefunden wurden und von denen eine auf 141 datiert ist. Romanus stammte daher vermutlich aus Ostia. Er dürfte sehr vermögend gewesen sein, da er dem Hercules Victor einen Tempel weihte (aedem cum omni cultu consecravit).

## Datierung
In der Inschrift aus Vasada wird der Kaiser Αντωνεινος genannt; diese Bezeichnung trifft auf Commodus (180–192), Caracalla (211–217) und Elagabal (218–222) zu. Die Statthalterschaft von Romanus in Galatia kann daher in den Zeitraum zwischen 180 und 222 datiert werden.
Die Inschrift aus Rom wird bei der Epigraphik-Datenbank Clauss-Slaby auf 185/187 datiert. Laut Bernard Rémy und Mireille Corbier wurde die Inschrift von verschiedenen Historikern in die Regierungszeit von Commodus datiert, da Romanus dem Hercules Victor einen Tempel weihte.
Bei der RAH wird seine Laufbahn wie folgt datiert: geboren ca. 140, legatus Augusti censibus accipiendis um 176/177, praefectus aerarii Saturni von 178 bis 180, Statthalter in Galatia 180 bis 182/183, Statthalter in Arabia 182/183 bis 185/186 und Suffektkonsul um 186. Michel Christol datiert den Zensus in Hispania citerior ebenfalls auf den Zeitraum um 176/177.
Bernard Rémy datiert seine Laufbahn wie folgt: Tribunus militum in der Legio II Adiutrix um 194/195 und in der Legio I Minervia um 196/197, Quaestor um 203, Tribunus plebis um 205, Praetor urbanus um 207, curator viae Labicanae um 208 (auf jeden Fall vor 210), iuridicus per Aemiliam Liguriam um 212/213, legatus Augusti censibus accipiendis um 213/214 (vermutlich kurz vor der Aufteilung der Provinz Hispania citerior durch Caracalla), praefectus aerarii Saturni von 216 bis 218, Statthalter in Galatia in den Amtsjahren 218/219 bis 220/221, Statthalter in Arabia um 221/222 und Suffektkonsul um 223.
Mireille Corbier datiert seine Laufbahn wie folgt: Tribunus militum in der Regierungszeit von Septimius Severus (193–211), curator viae Labicanae kurz vor 210, iuridicus per Aemiliam Liguriam um 211/212, legatus Augusti censibus accipiendis um 214/215, praefectus aerarii Saturni von 216 bis 218, Statthalter in Galatia um 219/220, Statthalter in Arabia um 221/222 und Suffektkonsul um 223.